# Башмачок калифорнийский
Башмачо́к калифорнийский (лат. Cypripedium californicum) — вид многолетних травянистых растений секции Irapeana, подрода Irapeana, рода Башмачок (Cypripedium), семейства орхидных (Orchidaceae).
Изредка выращивается в качестве декоративного садового растения.

## Ботаническое описание

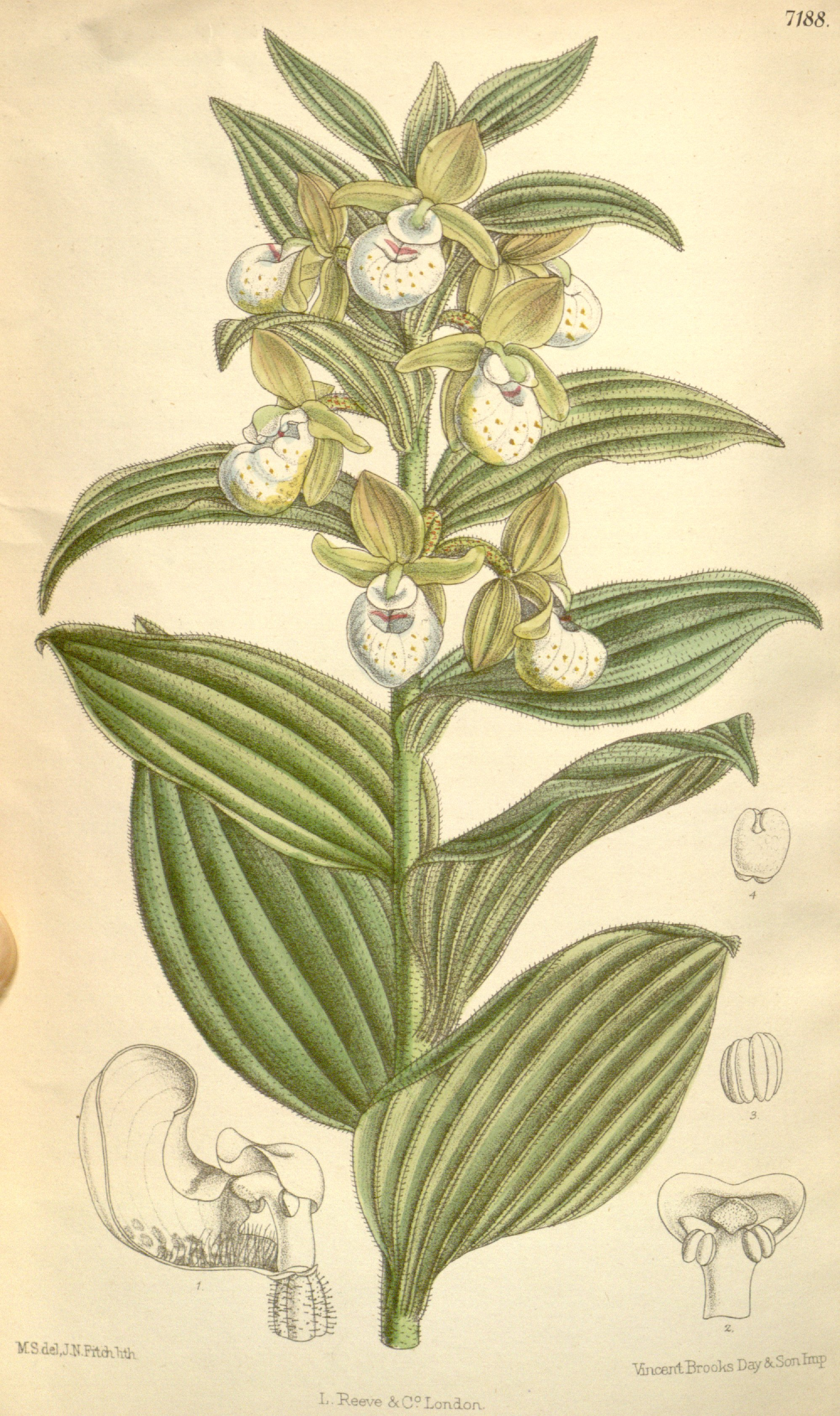
Cypripedium californicum. Ботаническая иллюстрация из книги "Curtis's Botanical Magazine" vol. 117 (Ser. 3 no. 47) pl. 7188, 1891 год.

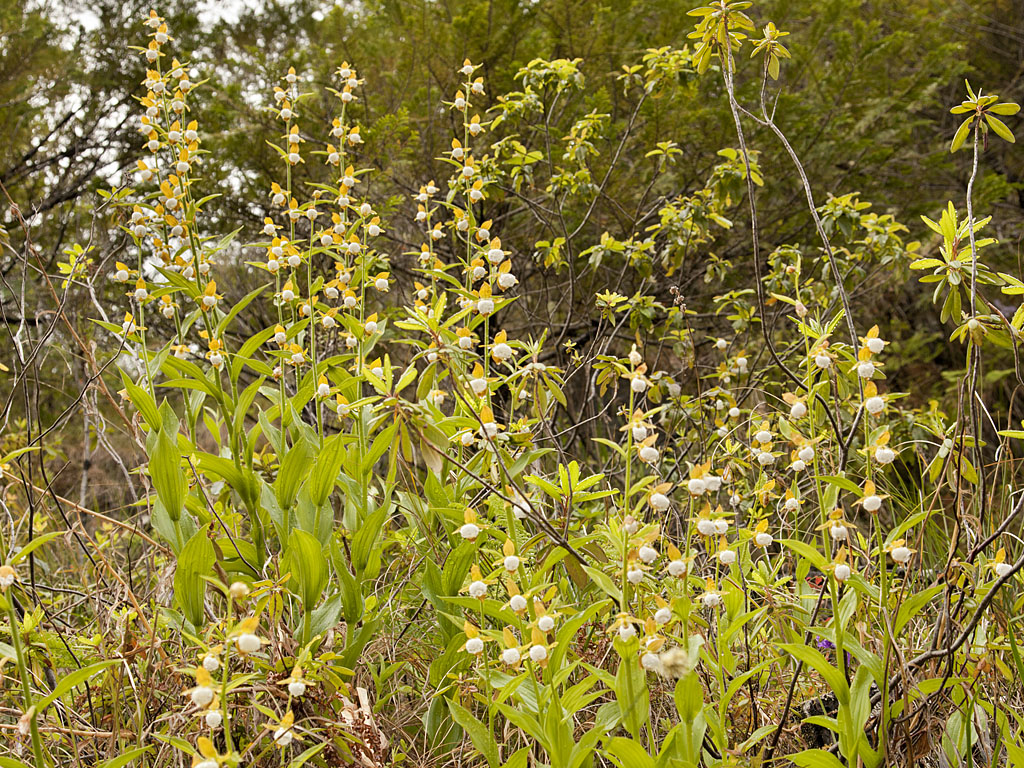
Группа Cypripedium californicum

Растения прямостоячие, 25—120 см высотой.
Листья в количестве 5—10, расположены по всей длине стебля, очередные. Листовые пластинки от эллиптически-ланцетных до широко эллиптических, 5—16 × 1,5—6,5 см.
Соцветия несут 3—18 (реже до 22) цветков.
Чашелистики от жёлто-зелёного до бледно-коричневато-жёлтого цвета; парус эллиптический, 14—20 × 7—13 мм, боковые чашелистики сросшиеся почти до вершины; синсепалум 12—20 × 10—12 мм.
Лепестки такогоже цвета, как чашелистики или несколько более желтоватые, от линейно-продолговатых до линейно-ланцетных, плоские, 14—16 × 3—5 мм.
Губа белая, иногда розоватая, обратнояйцевидная, 15—20 мм, отверстие 11—14 мм в диаметре.
Стаминодий почти округлый.
Цветение: май—июнь.

## Ареал
Северная Америка (юго-западный Орегон и северная Калифорния).

## Местообитание
Встречается на высотах от 0 до 1600 метров над уровнем моря. Светлые леса, прибрежные районы, берега болот и других водоёмов. Часто встречается на крутых склонах. Часто произрастает рядом с Darlingtonia californica.

## Замечания по охране
Хотя общая численность особей довольно высока (более 10,000), этот вид имеет ограниченный ареал.

## В культере
Считается сложным в культуре видом. Предполагается, что в местах естественного произрастания присутствующий в породе минерал змеевик обеспечивает необычный химизм почв, что существенно ограничивает диапазон произрастания данного вида. Обладает высокой зимостойкостью, несмотря на своё географическое происхождение. В летнее время, надземная часть растений может выдерживать высокие температуры, но почва должна оставаться прохладной (не выше 18°С).
Информация о зимостойкости противоречива. Одни источники указывают на успешное выращивание в Скандинавии, другие информируют о повреждении растений даже в умеренные зимы.
Зоны морозостойкости: 7—9 (возможно 5—6 при наличии зимнего мульчирования). Согласно другому источнику: 6—7. В открытом грунте выращивается в Великобритании.
Местоположение: хорошо освещённые солнцем участки, или полутень (40—50% от прямого солнечного света).
Рекомендуется выращиваться в неорганической почвенной смеси. Засухоустойчивость низкая, почва не должна полностью просыхать. рН почвы между 5,6 и 7,5.

## Классификация

### Таксономия
Вид Cypripedium californicum входит в род Башмачок (Cypripedium) семейства Орхидные (Orchidaceae) порядка Спаржецветные (Asparagales).
|  |                                      |  |                                                             |                                                             |                    |  | ещё 24 семейства (согласно Системе APG II) | ещё 24 семейства (согласно Системе APG II) |                              |  |  |  | ещё около 45 видов |
|  |                                      |  |                                                             |                                                             |                    |  | ещё 24 семейства (согласно Системе APG II) | ещё 24 семейства (согласно Системе APG II) |                              |  |  |  | ещё около 45 видов |
|  |                                      |  |                                                             | порядок Спаржецветные                                       |                    |  |                                            |                                            | род Башмачок                 |  |  |  |                    |
|  |                                      |  |                                                             | порядок Спаржецветные                                       |                    |  |                                            |                                            | род Башмачок                 |  |  |  |                    |
|  | отдел Цветковые, или Покрытосеменные |  |                                                             |                                                             | семейство Орхидные |  |                                            |                                            | вид Cypripedium californicum |  |  |  |                    |
|  | отдел Цветковые, или Покрытосеменные |  |                                                             |                                                             | семейство Орхидные |  |                                            |                                            |                              |  |  |  |                    |
|  |                                      |  | ещё 44 порядка цветковых растений (согласно Системе APG II) | ещё 44 порядка цветковых растений (согласно Системе APG II) |                    |  |                                            | ещё около 880 родов                        | ещё около 880 родов          |  |  |  |                    |
|  |                                      |  |                                                             | ещё 44 порядка цветковых растений (согласно Системе APG II) |                    |  |                                            |                                            | ещё около 880 родов          |  |  |  |                    |